# Lipocarpha albiceps
Lipocarpha albiceps är en halvgräsart som beskrevs av Henry Nicholas Ridley. Lipocarpha albiceps ingår i släktet Lipocarpha och familjen halvgräs. Inga underarter finns listade i Catalogue of Life.